# Samatan
Samatan (französisch und gaskognisch) ist eine Gemeinde mit 2.478 Einwohnern (Stand 1. Januar 2022) im Département Gers in der Region Okzitanien. Sie gehört zum Arrondissement Auch und zum Kanton Val de Save. Die Einwohner der Gemeinde nennen sich die Samatanais.

## Geographie
Samatan liegt rund 35 Kilometer südöstlich der Stadt Auch in der historischen, gaskognischen Provinz Savès an der Save, in die hier die Flüsse Aussoue und Esquinson münden. Auch die Aussoue nimmt im Gemeindegebiet noch ihren Zufluss Espienne auf.

## Bevölkerungsentwicklung
| Jahr                       | 1962 | 1968 | 1975 | 1982 | 1990 | 1999 | 2006 | 2011 | 2020 |
| Einwohner                  | 1910 | 1934 | 1840 | 1831 | 1716 | 1832 | 2130 | 2350 | 2380 |
| Quellen: Cassini und INSEE |      |      |      |      |      |      |      |      |      |

## Sehenswürdigkeiten

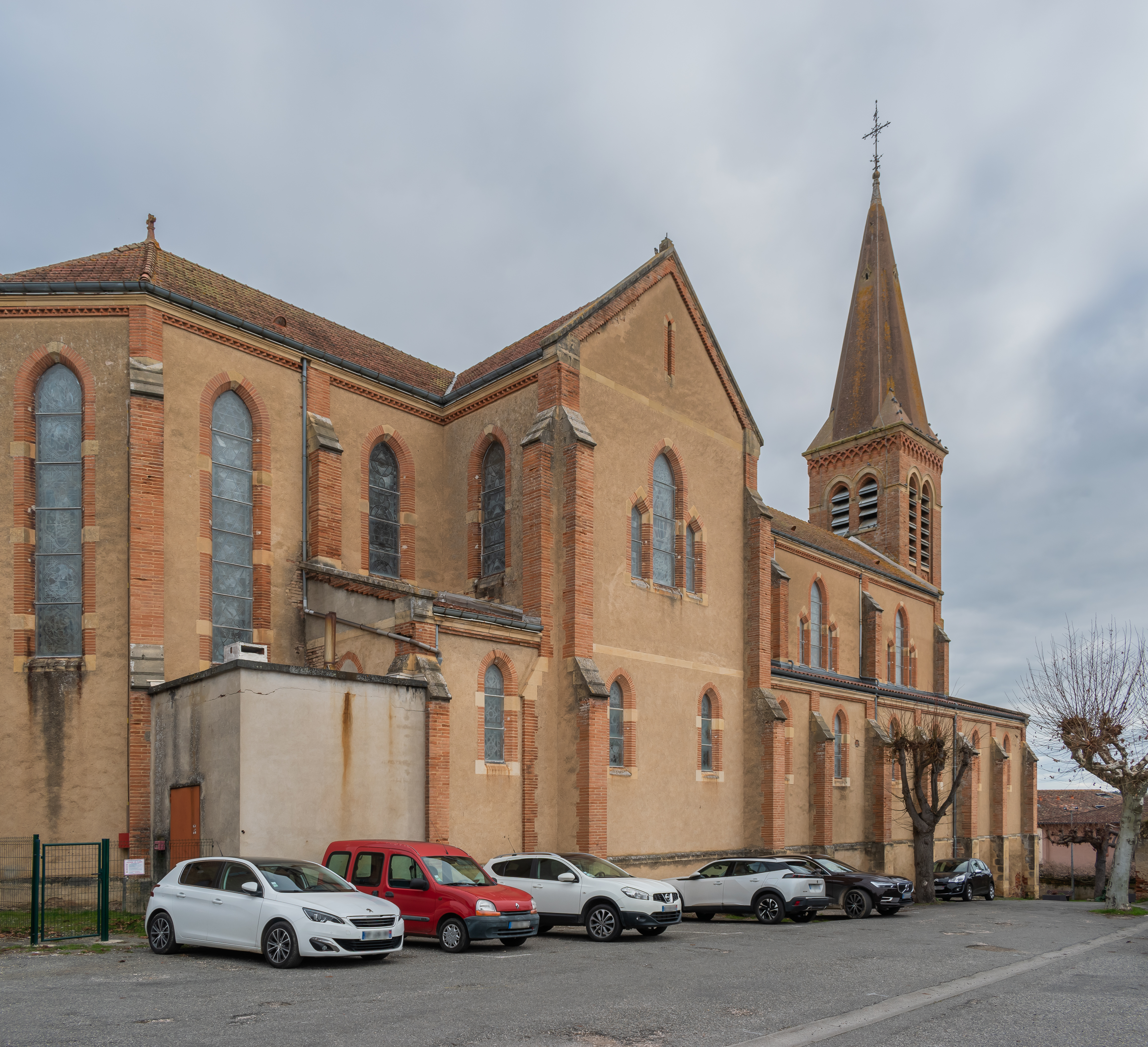
Kirche Saint-Jean-Baptiste
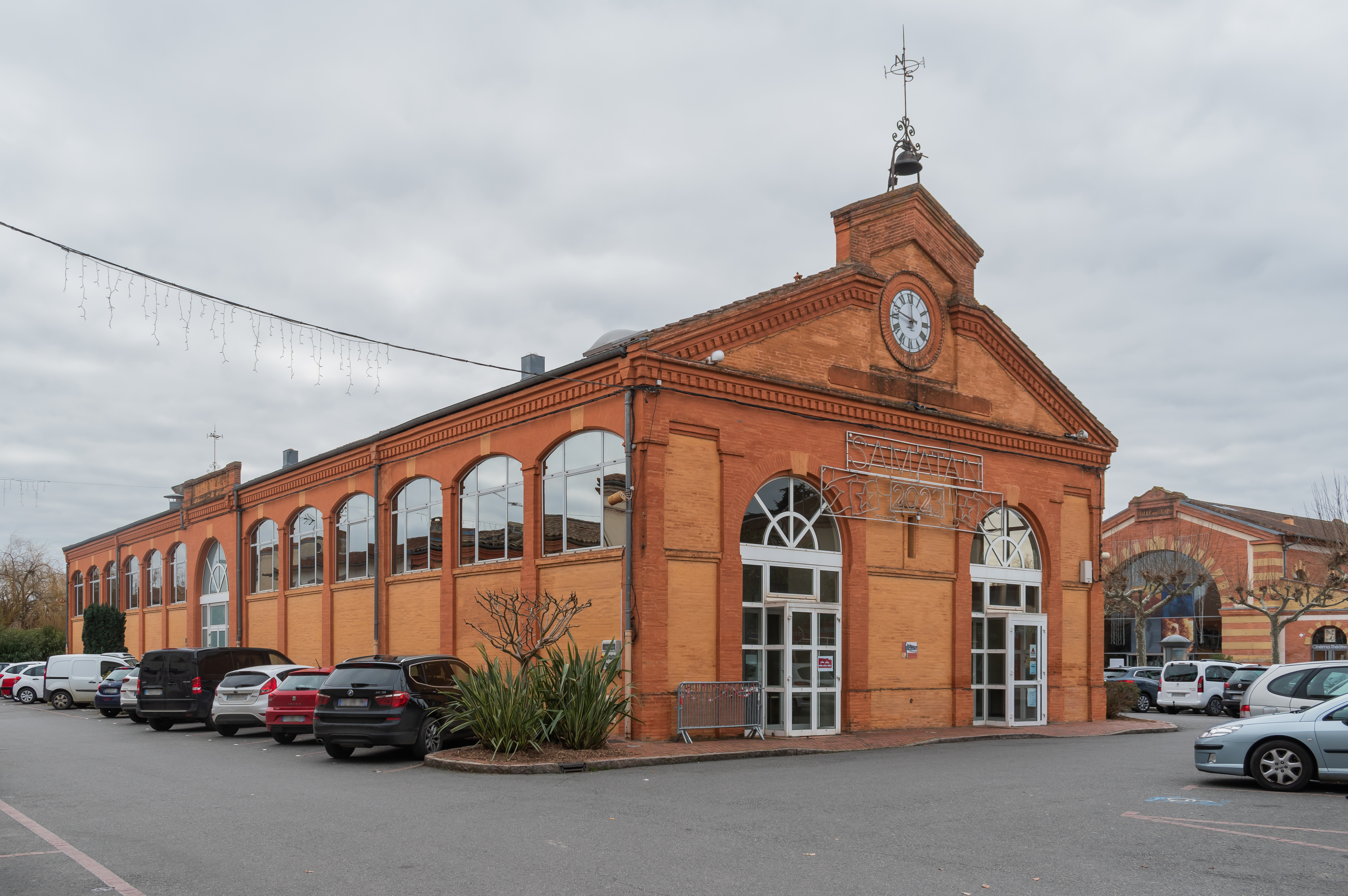
Alte Markthalle
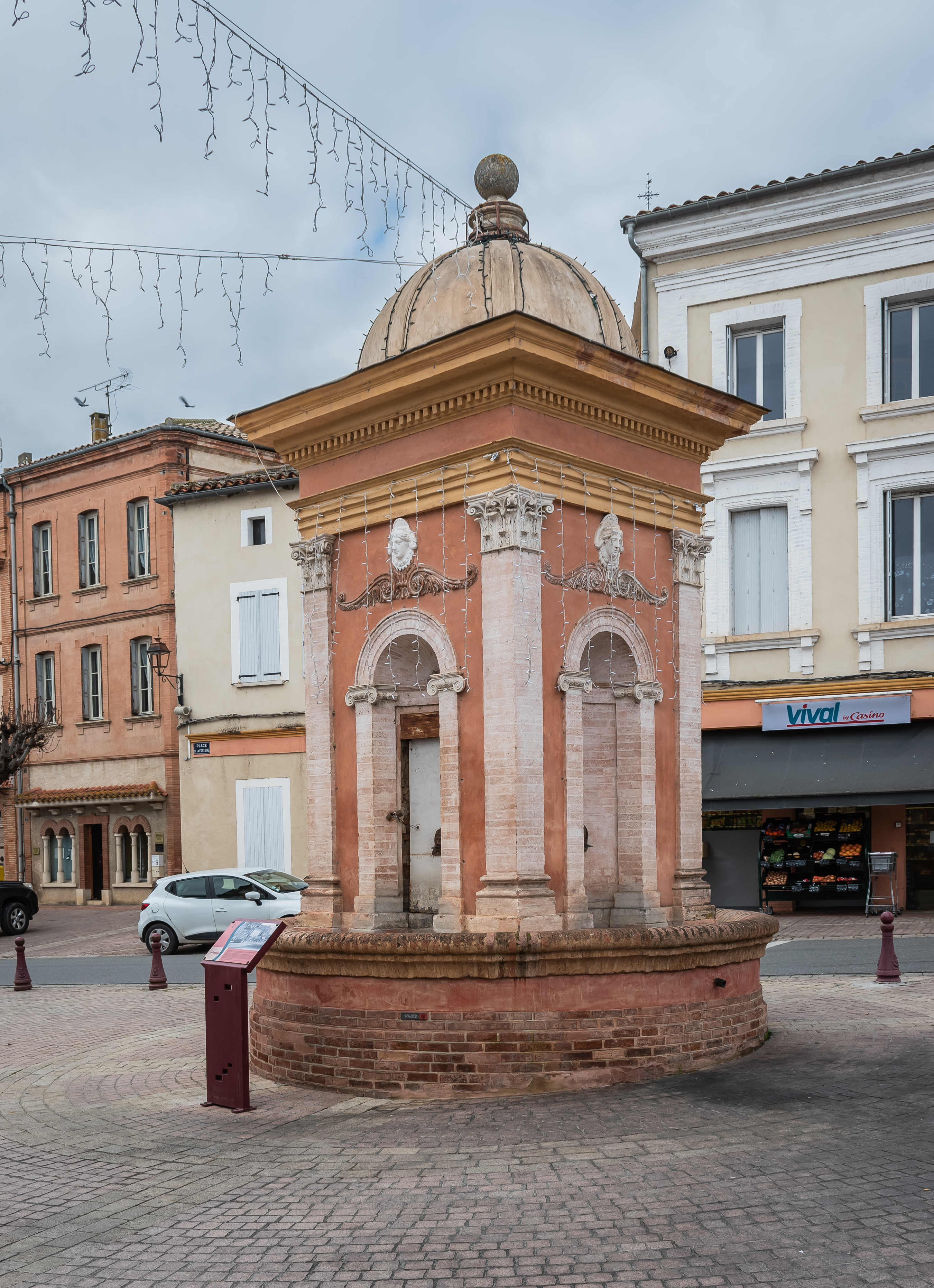
Überdachter Brunnen
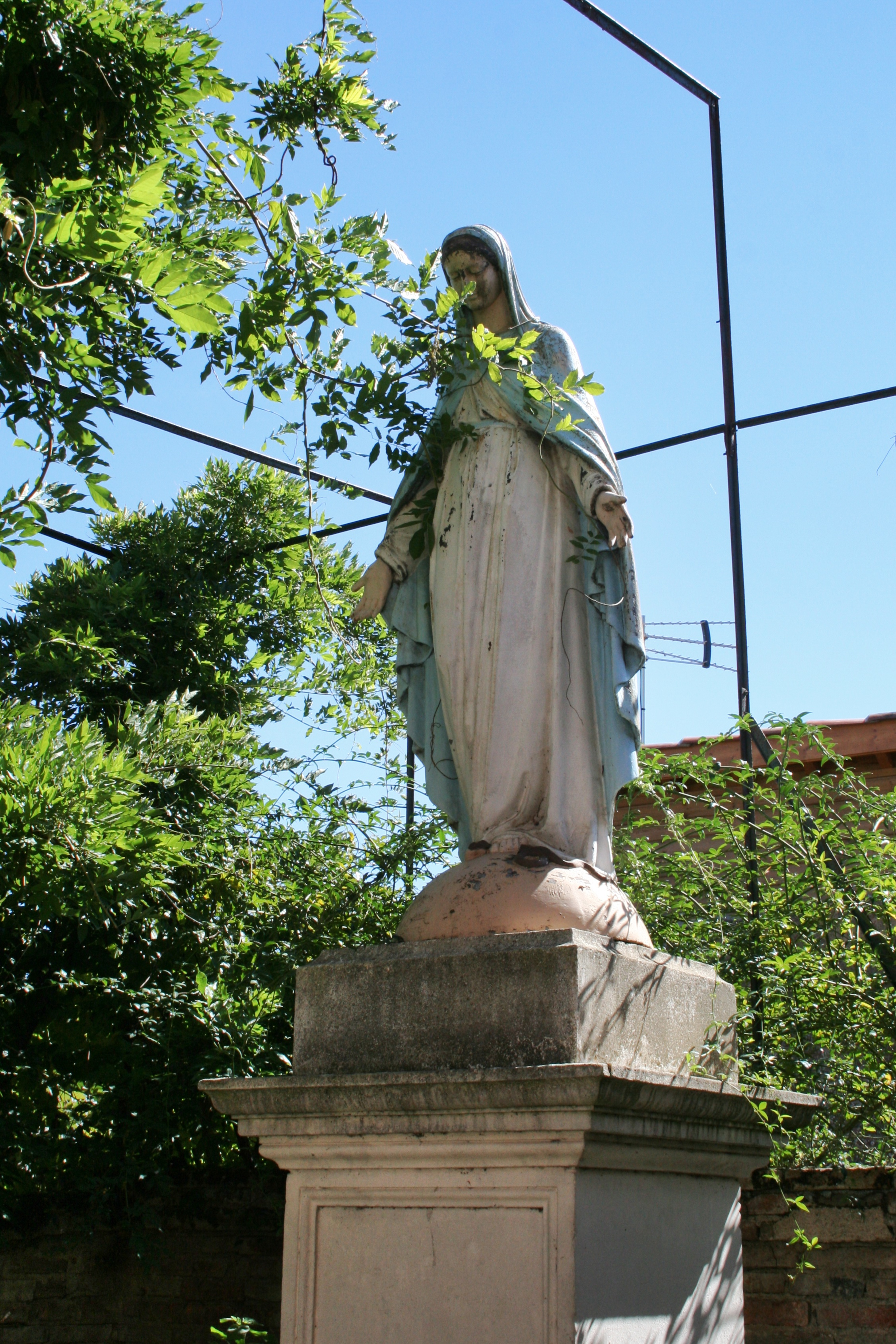
Marienstatue
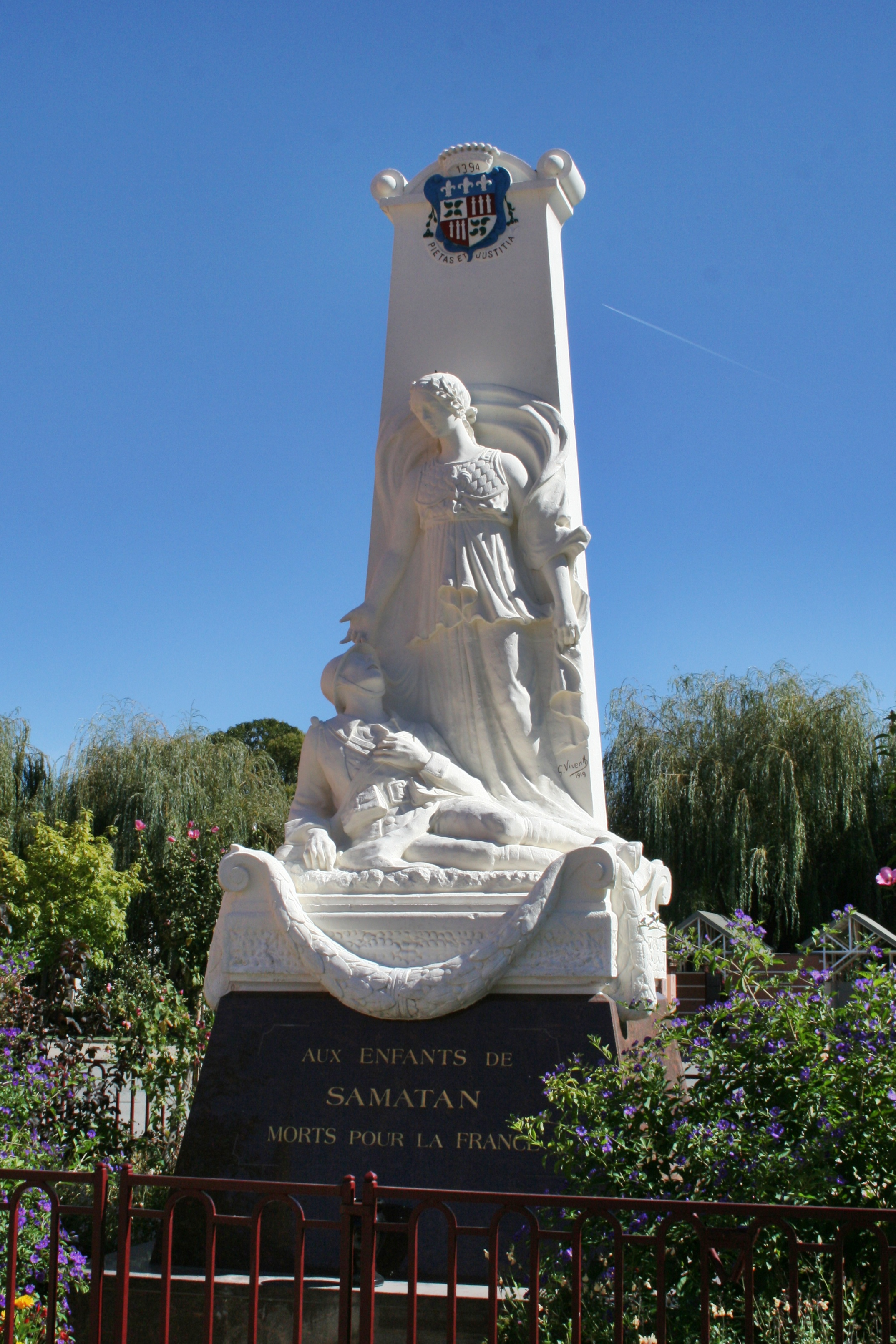
Gefallenendenkmal
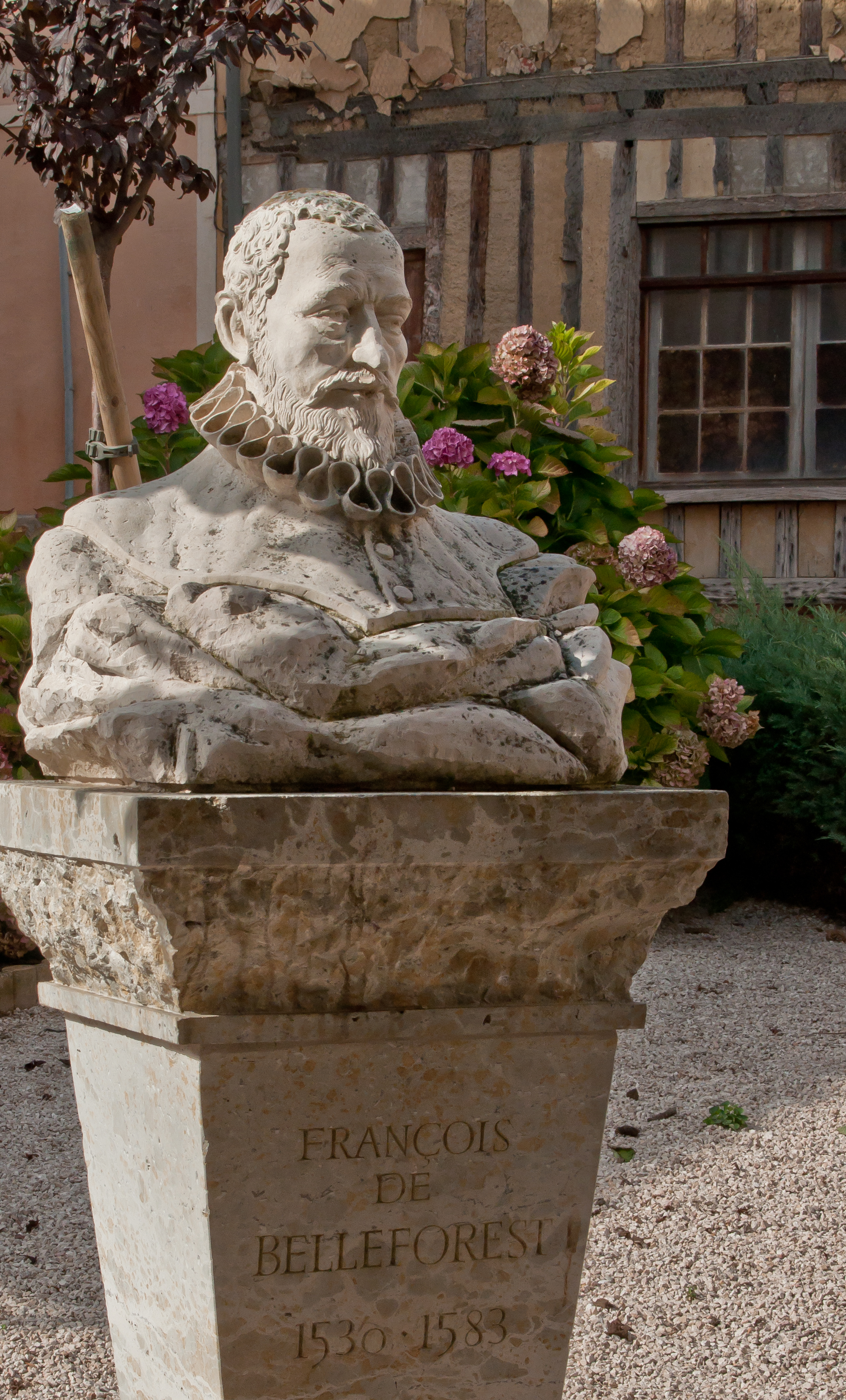
Statue von François de Belleforest im Samatan

## Sport und Veranstaltungen
Samatan war am 16. Juli 2012 Startort der 15. Etappe der Tour de France.

## Persönlichkeiten
In Samatan lebte der französische Schriftsteller François de Belleforest (1530–1583).